# Tricyclea similis
Tricyclea similis är en tvåvingeart som beskrevs av Charles Howard Curran 1931. Tricyclea similis ingår i släktet Tricyclea och familjen spyflugor. Inga underarter finns listade i Catalogue of Life.